# Wadcutter

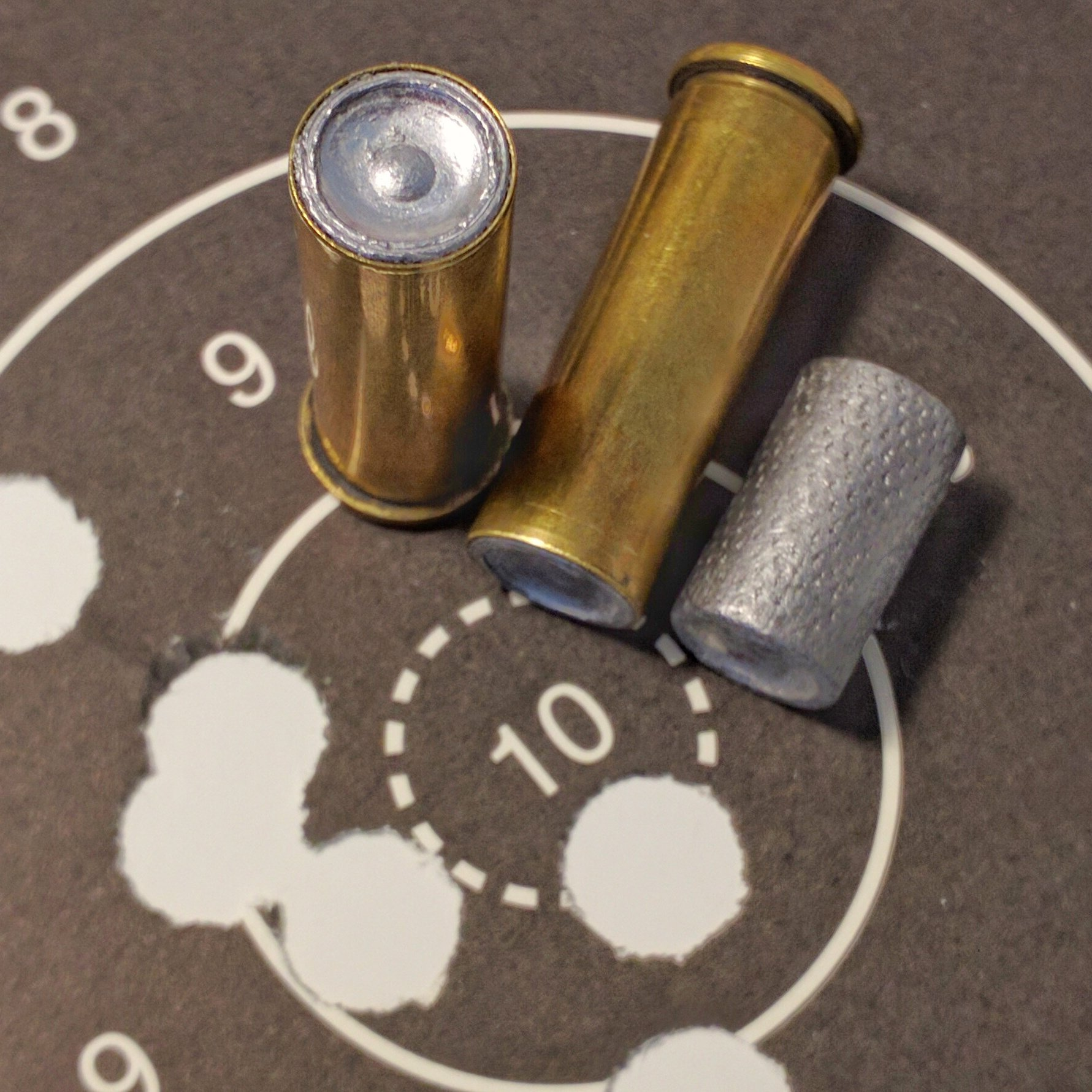
Wadcutterpatronen mit Geschoss (.38 Special) und Einschusslöchern

Wadcutter-Projektile werden hauptsächlich im Schießsport für Scheibenpatronen verwendet. Das flachköpfige Bleigeschoss ist so eingesetzt, dass es bündig mit dem Hülsenmund abschließt, also nicht aus der Hülse hervorsteht. Durch das wesentlich tiefer sitzende Projektil kann die Patrone weniger Treibladung als eine normale Patrone aufnehmen. Daraus folgt bei der Schussabgabe ein geringerer Rückstoß, der einfacher kontrolliert werden kann. Wadcutterpatronen werden bevorzugt in der Disziplin Zentralfeuerpistole verwendet. Die bekanntesten Kaliber für Wadcuttergeschosse sind .32 S&W long und .38 S&W Special. Das Projektil schneidet aufgrund seiner Form klar umrissene Löcher in das Kartonmaterial der Schießscheibe, was die Auswertung der Schießergebnisse erleichtert. 
Da Sportschützen mit Blick auf die Präzision meist sehr schwach geladene Patronen verwenden, kann das Geschoss wegen seiner aerodynamisch ungünstigen Eigenschaften und der meist niedrigen Geschossgeschwindigkeit leicht ins Trudeln geraten. Charakteristisch für solche Schüsse (auch als Querschläger bezeichnet) sind sog. Langlöcher. Langlöcher werden in Wettkämpfen in Abhängigkeit ihrer Länge im Verhältnis zum Kaliber als gültige Schüsse gewertet.

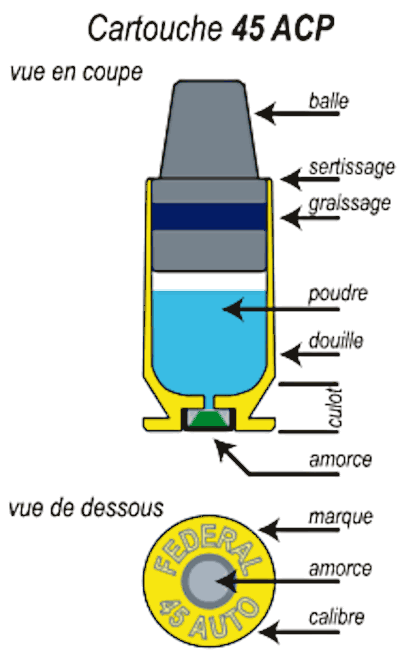
Semi-Wadcutterpatrone am Beispiel der .45 ACP (Am Geschoss ist deutlich die „Fettrille“ zu erkennen, die beim Sportschießen mit Bleigeschossen zu einem verbesserten Schussverhalten im Lauf beitragen soll.)

## Semi-Wadcutter
Bei Semi-Wadcutter weist das Geschoss eine vom Rand abgesetzte kegelstumpfartige Erhöhung auf.